# زنبق گل‌زرد کوچک
زنبق گل‌زرد کوچک (نام علمی: Iris minutoaurea) نام یک گونه از سرده زنبق است.